# Сигнал Идуна Парк
„Сигнал Идуна Парк“ (бивш „Вестфаленщадион“) е футболен стадион в Дортмунд, Северен Рейн-Вестфалия. Той е домакин на отбора от немската Бундеслига Борусия Дортмунд.
Стадионът официално е наречен Сигнал Идуна Парк по договор за спонсорство от декември 2005 до 2021 година, като правата върху името му се държат от застрахователната компания Сигнал Идуна Груп. Това е една от най-известните в Европа футболни арени, а вестник Таймс го обяви за най-добрия футболен стадион, заради неповторимата му атмосфера.
Капацитетът за мачовете от германското първенство и купата на страната е 80720 места, включително и правостоящите, но в международните срещи се използват само местата със седалки, които са 65718. По тези показатели, бившият Вестфаленщадион е най-големият в Германия и номер 7 в Европа. През сезон 2011 – 12, стадионът прави рекорд с 1,37 милиона посетители за сезона, а феновете със закупени сезонни карти никога не пада под 50000. Южната трибуна на стадиона има най-голямата тераса за правостоящи зрители в европейския футбол, като капацитета и е 24454 места. Тя е известна с атмосферата си и е известна с името „Жълтата стена“, заради цветовете на шалчетата и знамената на феновете на Борусия Дортмунд. В стадионът се намира и Борусеумът – музеят на славата на жълто-черните. Вестфаленщадион бе домакин на мачове от Световното първенство през 1974 и 2006 година (вече под сегашното си наименование), а също така и на финала от Купата на УЕФА през 2001 година. Тук се играят и някои от мачовете на националния отбор на Германия.

## История на стадиона
Планове за изграждането на нов стадион възникват през 60-те години, когато старият стадион Рот Ерде (Червената земя) се оказва с недостатъчен капацитет за нуждите на клуба. Това особено ясно се проличава след историческият триумф в турнира Купа на Носителите на Купи (Борусия е първият германски отбор с европейски успех) и рязкото увеличаване на броя на привържениците. Клубът обаче не разполага с необходимите средства за построяването на нов и по-голям стадион, а федералното правителство не желае да помогне с финансиране на проекта.
През 1971 година, Дортмунд е избран да замени Кьолн като един от градовете домакини на Световното първенство, което отваря вратите към осъществяването на проекта за нов стадион. Бюджетът обаче е доста свит и планираният стадион за 60000 души с лекоатлетическа писта няма да как да се осъществи, тъй като това би струвало 60 милиона германски марки. Вместо това се прави 54-хиляден стадион само за футбол, изграден от сглобяеми бетонни панели, като стойността му е почти наполовина – 32,7 милиона марки. В тази сума се включва и инвестицията в обновяването на стария Род Ерде на стойност 1,6 милиона марки.
По време на Световното първенство през 1974 година, Вестфаленщадион е домакин на 3 мача от груповата фаза и на 1 от финалната фаза, като във всичките той е пълен почти до максималния си капацитет от 54000.
На 2 април 1974 година, Борусия Дортмунд официално се премества в новия си дом. Интересен факт е, че отборът отпада във Втора Бундеслига през 1972 година и така се превръща в единствения отбор в света, чийто стадион се използва за мачове от такъв ранг, а той не е в най-горното ниво на местния футбол. Първият си мач в Бундеслигата на новия стадион, Борусия изиграва през 1976 година, когато печели промоцията.

## Допълнителното увеличение на капацитета на „Сигнал Идуна Парк“
Първата промяна в конструкцията на стадиона е покриването му, като самият покрив е с маса 3000 тона. Първоначалният капацитет от 54000 е бил намален през 1992 година заради наредбите на УЕФА. Това става чрез заменянето на скамейките със седалки и така капацитета се свива до 42800.
След като Борусия Дортмунд спечели Бундеслигата през 1995 година, стадионът е разширен за пореден път. Двете основни трибуни, западната и източната получават по още един допълнителен етаж, всеки от който е с по 6000 покрити места. Така се достига до оригиналния капацитет от 54000. След спечелването на Шампионската лига през 1997 година, феновете на Борусия се увеличават още и така се налага разширяването на северната и южната трибуни и така се достига до капацитет от 68800 седящи места.
Сигнал Идуна Парк се смята за най-удобния стадион в Европа, като последният му ремонт е за Световното първенство през 2006 година. Той разполага с отопление на терена и най-големите терасирани трибуни. Капацитетът му вече е 80720 места, а за информираността на публиката се грижат 4 екрана, от външната страна на северната трибуна има пети екран, който е по-малък от тях (28 квадратни метра). Всички тези подобрения са били направени, заради водещата роля на стадиона за Световното първенство. За да се отговори на изискванията на ФИФА са изградени ВИП ложи в ъгловите сегменти между трибуните, в които се предлага кетъринг и техния капацитет е 5000 места. Тъй като подпорите на покривната конструкция пречат на гледката към игрището, те са заменени със специални пилони, които сега са част от екстериора на стадиона и са боядисани в цветовете на Борусия Дортмунд. Любопитен факт е, че по време на този ремонт работниците откриват на един метър под централния кръг на терена недетонирана 450-килограмова бомба от Втората Световна Война. Заради нея са евакуирани освен всички от стадиона, но и целия квартал около него, до идването на екип, който я обезврежда.